# Lehmwandlung
Die Lehmwandlungssiedlung ist eine Siedlung in mehreren Seitenstraßen des Lehmwandlungswegs im Süden von  Nienburg/Weser. Das Quartier wurde 1999 in das Bund/Länder-Programm Soziale Stadt aufgenommen (Förderjahre: 1999–2004, 2006–2009) und zum Sanierungsgebiet erklärt. Südöstlich des Quartiers verläuft ein Fließgewässer, der Bärenfallgraben.